# Rummel och Rabalder (datorspelsserie)
Rummel och Rabalder är en datorspelsserie från Utero Digital Media AB och 4vision. Spelen bygger på TV-serien Rummel och Rabalder. TV4 Sverige hade beställt spelet, och i Lattjo Lajban kunde en deltagare ringa dit och från sin telefon spela spelet Rummel och Rabalder live inför alla övriga som också såg på programmet i TV. Rummel och Rabalder fick rätt stor distribution i Sverige.

## Spel i serien
- 1998 - Rummel & Rabalder: Jakten på Kapten Hanssons guld
- 1999 - Rummel & Rabalder: Dr. Franks mask
- 2001 - Rummel & Rabalder - I snarkofagens skugga

Övriga:
- 1999 - Rummel & Rabalder: SkumCity[1] (var dock annorlunda från de andra spelen)